# 37729 Akiratakao
37729 Akiratakao è un asteroide della fascia principale. Scoperto nel 1996, presenta un'orbita caratterizzata da un semiasse maggiore pari a 2,6046104 UA e da un'eccentricità di 0,1920422, inclinata di 12,71965° rispetto all'eclittica.